# Aechmea cylindrata
Aechmea cylindrata é uma espécie de planta da família das bromeliáceas, típica da floresta ombrófila no bioma Mata Atlântica. É muito usada como planta ornamental.
Esta espécie é citada em "Flora Brasiliensis", de Carl Friedrich Philipp von Martius.

## Sinônimos
- Aechmea hyacinthus
- Ortgiesia cylindrata